# Stephen L. Salyards
Stephen L. Salyards (...) è un astronomo e sismologo statunitense.
Dopo la laurea all'UCLA, ha conseguito il dottorato in sismologia nel 1989 al Caltech.
Il Minor Planet Center gli accredita la scoperta dell'asteroide 4930 Rephiltim effettuata il 10 gennaio 1983.